# Werner J. Egli
Werner J. Egli (* 5. April 1943 in Luzern) ist ein Schweizer Schriftsteller.

## Leben
Werner J. Egli absolvierte die Primar- und Sekundarschule in Luzern, Schweiz. Danach machte er eine Lehre als Positiv-Retuscheur und arbeitete mehrere Jahre als Grafiker und Werbetexter im Atelier Max Koch in Luzern. In dieser Zeit fing er an zu schreiben. Eglis erste Arbeiten waren erfolgreiche Krimis und Westernromane, die er unter verschiedenen Pseudonymen verfasste.
1970 bis 1973 war Egli mit seiner damaligen Lebensgefährtin Paula und dem Halbwolf Dusty in Nordamerika «on the road». Über diese Reise verfasste er seinen Klassiker in der Jugendliteratur «Heul doch den Mond an», der in einer Neufassung 2009 im Kyrene Literaturverlag erschien.
Zurück in Europa, schrieb Egli seinen ersten Roman für Erwachsene. «Im Sommer als der Büffel starb» fand 1973 im deutschsprachigen Europa grosse Beachtung und wurde zum Bestseller. Es folgten weitere historische Romane, die im C. Bertelsmann Verlag und Scherz Verlag veröffentlicht wurden.
Seit 2008 veröffentlicht Egli seine Romane beim Kyrene Literaturverlag, wo bisher «Without A Horse» und «Blues für Lilly» (Erstauflage beim C. Bertelsmann-Verlag) erschienen sind. Die meisten seiner Jugendbücher erscheinen im Verlag Carl Ueberreuter.
Seine Jugendbücher und Romane für Erwachsene wurden in viele Sprachen übersetzt. Seine Texte sind ironisch, bissig und meist von tieferer Bedeutung.
Heute lebt Egli in Zürich, in Freudenstadt im Schwarzwald und in Tucson. 2015 hat er den ARAVAIPA-Verlag gegründet.

## Auszeichnungen
- 1980 Friedrich-Gerstäcker-Preis für Heul doch den Mond an
- 1988 Preis der Leseratten
- 1994 Jugendbuchpreis der Ausländerbeauftragten des Senats Berlin
- 1999 Steirische Leseeule
- 2002 Nominierung für Hans-Christian-Andersen-Preis
- 2003 Elmer Kelton Award der Deutschen Gesellschaft zum Studium des Western/The German Association for the Study of the Western (GASW)
- 2003 Goldener Lufti für «Schrei aus der Stille»
- 2004 Lesetopia Literaturpreis
- 2005 Der Eisbär

## Werke

### Jugendbücher
- Wenn ich Flügel hätte (1982)
- Bis ans Ende der Fährte (1984)
- Samtpfoten auf Glas (1985)
- Der schwarze Reiter (1987)
- Das Geheimnis der Krötenechse (1988)
- Das Gold des Amazonas (1988)
- Martin und Lara (1988)
- Die Stunde des Skorpions (1989)
- Schnee im Sommer (1989)
- Die Rückkehr des Kirby Halbmond (1990)
- Die Spur zum Yellowstone (1990)
- Der Fremde im Sturm (1991)
- Ein Stern im Westen (1991)
- Jamaica Charlie Brown (1992)
- Novemberschatten (1992)
- Tarantino (1992)
- Der Adler und sein Fänger (1993)
- Zurück zum Red River (1993)
- Die Fort Mohawk-Saga (1994)
- Ein Mann namens Lederstrumpf: im Tal des Ohio (1994)
- Nur einer kehrt zurück (1994)
- Nacht der weißen Schatten (1995)
- Verrat am Ohio River (1995)
- Das Regenpferd (1996)
- Der Ruf des Wolfs (1996)
- Gefährliche Freundschaft (1997)
- Rosys Liebe (1997)
- San Antonio Blues (1997)
- Feuer im Eis (1998)
- Tunnelkids (1999)
- Schrei aus der Stille (2000)
- Blues für Lilly (2001)
- Das Geheimnis der Krötenechse (2001)
- Wilder Fluss (2001)
- Aus den Augen, voll im Sinn (2002)
- Die Schildkrötenbucht (2002)
- Westlich der Blue Mountains / Clarissa, Gefangene der Shawnee (2002)
- Irgendwo am Rande der Nacht (2003)
- Der Pakt der Blutsbrüder (2004)
- Der letzte Kampf des Tigers (2005)
- Im Bannkreis des grünen Jaguars (2006)
- Flucht aus Sibirien (2007)
- Kämpfe oder stirb auf Raten (2008)
- Black Shark (2009)
- Der erste Schuss (2010)
- Dream Road (2011)
- Martin und Lara (Neufassung 2011)
- Der Schrei des Leoparden (2012)
- Tage im Leben eines Feiglings (2014)

Zweiteiler:
- Heul doch den Mond an. Roman (autobiographisch – 1978)
- Der Schatz der Apachen (1980) (Neufassung unter dem Titel "San Antonio Blues" 1997)

Dreiteiler:
- Im Mond der Wölfe (1998)
- Die Rückkehr zur Erde (2000)
- Aufbruch ins Niemandsland (2002)

### Erwachsenenliteratur
- Im Sommer als der Büffel starb. Roman (1974)
- Als die Feuer erloschen. Der Untergang der Nez Percé-Indianer. Roman. (1977; mit Bibliographie)
- Die Siedler. Roman (1983)
- Die Nacht als der Kojote schwieg (1986)
- Das Land ihrer Träume (1988)
- Der letzte Kampf des Tigers (2005)
- Without A Horse (2006)
- Blues für Lilly (Neufassung) (2008)